# Terre du Roi-Édouard-VII
La terre du Roi Édouard VII, ou péninsule du Roi Édouard VII est une péninsule recouverte de glace formant l'angle nord-ouest de la terre Marie Byrd, en Antarctique occidental. Elle se projette dans la mer de Ross entre la baie de Sulzberger au nord et la baie d'Okuma au sud en direction de la barrière de Ross. Elle se termine par le cap Colbeck, qui marque la limite entre la côte de Saunders vers l'est et la côte de Shirase vers le sud. Elle est en majeure partie située dans la dépendance de Ross, revendiquée par la Nouvelle-Zélande.